# Piasek, Tỉnh West Pomeranian
Piasek [ˈpjasɛk] (tiếng Đức: Peetzig) là một ngôi làng thuộc khu hành chính của Gmina Cedynia, thuộc quận Gryfino, West Pomeranian Voivodeship, ở phía tây bắc Ba Lan, gần biên giới Đức. Nó nằm khoảng 11 kilômét (7 mi) phía bắc Cedynia, 36 km (22 mi) về phía tây nam Gryfino và 55 km (34 mi) về phía tây nam của thủ đô khu vực Szczecin.
Trước năm 1945, khu vực này là một phần của Đức. Đối với lịch sử của khu vực, xem Lịch sử của Pomerania.